# Roodmaskersjakohoen
De roodmaskersjakohoen (Penelope dabbenei) is een vogel uit de familie sjakohoenders en hokko's (Cracidae). De wetenschappelijke naam van de soort is voor het eerst geldig gepubliceerd in 1942 door Hellmayr & Conover.

## Voorkomen
De soort komt voor in het zuidoosten van Bolivia en het noordwesten van Argentinië.

## Beschermingsstatus
Op de Rode Lijst van de IUCN heeft de soort de status veilig.